# Cyanomethia pseudothonalmus
Cyanomethia pseudothonalmus är en skalbaggsart som beskrevs av T. Keith Philips och Ivie 1998. Cyanomethia pseudothonalmus ingår i släktet Cyanomethia och familjen långhorningar. Inga underarter finns listade i Catalogue of Life.